# Saint-Paul, Hautes-Pyrénées
Saint-Paul är en kommun i departementet Hautes-Pyrénées i regionen Occitanien i sydvästra Frankrike. Kommunen ligger i kantonen Saint-Laurent-de-Neste som tillhör arrondissementet Bagnères-de-Bigorre. År 2022 hade Saint-Paul 322 invånare.

## Befolkningsutveckling
Antalet invånare i kommunen Saint-Paul
| Referens: INSEE |